# Gevorg Khatchikian
Gevorg Khatchikian (Masis, 14 maart 1988) is een Nederlandse bokser. Hij vecht in de super-middengewicht klasse. Hij is geboren in Armenië, maar al jaren woonachtig in Heerlen. Hij wordt gezien als een van de beste profboksers in Nederland.

## Carrière
Khatchikian won bij de amateurs meerdere titels en stapte in 2008 over naar de profs. Hij maakte op 28 september 2008 zijn profdebuut in Eindhoven tegen Ronny Daniels. Hij won op punten. Op 26 oktober 2009 maakt hij voor het eerst zijn opwachting in Theater Carré op de Ben Bril Memorial. Hij wint de Grote Prijs van Amsterdam door Younes El Mhassani in de finale te verslaan. Op 30 januari 2011 wint hij zijn 1e titel. Hij verslaat in zijn thuisstad Heerlen de Rus Alaudin Murtazaliev op punten en wint de IBO Jeugd Super-middengewicht titel. Hij blijft ongeslagen in 20 wedstrijden. Op 1 maart 2014 krijgt hij de kans om de WBC Silver super-middengewicht titel te winnen. Hij verliest echter in TKO in de 11e ronde van Oud-Olympisch en huidig wereldkampioen James Degale. Op 13 oktober 2014 wint hij in zijn 3e optreden op de Ben Bril Memorial de WBF Middengewicht titel door de Belg Ahmed El Ghoulbzouri op TKO te verslaan in de 12e ronde. Op 20 november 2015 vecht Khatchikian voor het eerst in zijn leven in Las Vegas tegen de Mexicaan Gilberto Ramirez. Hij verliest op punten.

## Persoonlijk
Khatchikian begon op 8-jarige leeftijd met boksen in Armenië. Op zijn 13e kwam hij naar Nederland.
In 2011 werd Khatchikian gearresteerd op verdenking van mensenhandel. In januari 2013 werd hij veroordeeld tot 40 maanden cel. Hij tekende echter beroep aan tegen het vonnis en mag in vrijheid de uitspraak afwachten.